# Torneo Nacional de Futsal 2008
El Torneo Argentino de Futsal de 2008 corresponde a la edición inaugural de este certamen, organizado por la Asociación del Fútbol Argentino. Todos los encuentros se jugaron los estadios Ave Fénix y Club ASEBA de la ciudad de San Luis. Se disputó del 1 al 7 de diciembre.
El certamen consagró campeón a Pinocho, tras vencer por 10 a 2 a River Plate de Río Grande en la final.

## Sistema de disputa
Los participantes fueron distribuidos en dos grupos de seis equipos cada uno, donde se enfrentaron bajo el sistema de todos contra todos a una rueda. Los dos mejores de cada grupo avanzaron a la fase final, donde se enfrentaron a eliminación directa, a partido único, hasta definir a un campeón.

## Equipos participantes
| Equipo             | Localidad    | Vía de clasificación                   |
| ------------------ | ------------ | -------------------------------------- |
| Argentino Sirio    | Rosario      | Ganador de la Fase Preliminar Regional |
| Caballito Juniors  | Buenos Aires | Subcampeón del Torneo Apertura 2008    |
| Ciclón Misionero   | Posadas      | Ganador de la Fase Preliminar Regional |
| Etchesortu         | Rosario      | Ganador de la Fase Preliminar Regional |
| Grupo Apex         | Río Grande   | Ganador de la Fase Preliminar Regional |
| General San Martín | San Martín   | Ganador de la Fase Preliminar Regional |
| Huracán            | San Rafael   | Ganador de la Fase Preliminar Regional |
| Independencia      | Formosa      | Ganador de la Fase Preliminar Regional |
| La Punta           | San Luis     | Ganador de la Fase Preliminar Regional |
| Pinocho            | Buenos Aires | Campeón del Torneo Apertura 2008       |
| River Plate        | Río Grande   | Ganador de la Fase Preliminar Regional |
| Viajes Pinamar     | Pinamar      | Ganador de la Fase Preliminar Regional |

## Fase de grupos

### Grupo A

#### Tabla de posiciones
| Equipo                 | Pts | PJ | PG | PE | PP | GF | GC | Dif. |
| ---------------------- | --- | -- | -- | -- | -- | -- | -- | ---- |
| Caballito Juniors      | 12  | 5  | 4  | 0  | 1  | 37 | 20 | +17  |
| Grupo Apex             | 12  | 5  | 4  | 0  | 1  | 35 | 18 | +17  |
| Argentino Sirio        | 12  | 5  | 4  | 0  | 1  | 29 | 20 | +9   |
| Independencia (F)      | 6   | 5  | 2  | 0  | 3  | 30 | 35 | -5   |
| General San Martín (M) | 3   | 5  | 1  | 0  | 4  | 22 | 37 | -15  |
| Viajes Pinamar         | 0   | 5  | 0  | 0  | 5  | 22 | 45 | -23  |

#### Resultados
| Fecha          |  | Local                  | Resultado | Visitante              |
| -------------- |  | ---------------------- | --------- | ---------------------- |
| 1 de diciembre |  | Caballito Juniors      | 7:3       | General San Martín (M) |
| 1 de diciembre |  | Argentino Sirio        | 8:3       | Viajes Pinamar         |
| 1 de diciembre |  | Grupo Apex             | 9:3       | Independencia (F)      |
| 2 de diciembre |  | Caballito Juniors      | 7:5       | Grupo Apex             |
| 2 de diciembre |  | Argentino Sirio        | 7:3       | General San Martín (M) |
| 2 de diciembre |  | Independencia (F)      | 11:6      | Viajes Pinamar         |
| 3 de diciembre |  | Caballito Juniors      | 9:2       | Viajes Pinamar         |
| 3 de diciembre |  | Argentino Sirio        | 6:2       | Independencia (F)      |
| 3 de diciembre |  | Grupo Apex             | 6:3       | General San Martín (M) |
| 4 de diciembre |  | Caballito Juniors      | 6:7       | Argentino Sirio        |
| 4 de diciembre |  | General San Martín (M) | 6:11      | Independencia (F)      |
| 4 de diciembre |  | Grupo Apex             | 11:4      | Viajes Pinamar         |
| 5 de diciembre |  | Caballito Juniors      | 8:3       | Independencia (F)      |
| 5 de diciembre |  | General San Martín (M) | 6:5       | Viajes Pinamar         |
| 5 de diciembre |  | Grupo Apex             | 4:1       | Argentino Sirio        |

### Grupo B

#### Tabla de posiciones
| Equipo           | Pts | PJ | PG | PE | PP | GF | GC | Dif. |
| ---------------- | --- | -- | -- | -- | -- | -- | -- | ---- |
| Pinocho          | 13  | 5  | 4  | 1  | 0  | 35 | 12 | +23  |
| River Plate (RG) | 13  | 5  | 4  | 1  | 0  | 32 | 12 | +20  |
| Etchesortu       | 7   | 5  | 2  | 1  | 2  | 26 | 22 | +4   |
| Huracán (SR)     | 6   | 5  | 2  | 0  | 3  | 22 | 36 | -14  |
| Ciclón Misionero | 4   | 5  | 1  | 1  | 3  | 21 | 34 | -13  |
| La Punta         | 0   | 5  | 0  | 0  | 5  | 19 | 39 | -20  |

#### Resultados
| Fecha          |  | Local            | Resultado | Visitante        |
| -------------- |  | ---------------- | --------- | ---------------- |
| 1 de diciembre |  | Pinocho          | 7:0       | Huracán (SR)     |
| 1 de diciembre |  | River Plate (RG) | 5:1       | Ciclón Misionero |
| 1 de diciembre |  | La Punta         | 4:5       | Etchesortu       |
| 2 de diciembre |  | Pinocho          | 4:4       | River Plate (RG) |
| 2 de diciembre |  | Etchesortu       | 10:4      | Huracán (SR)     |
| 2 de diciembre |  | La Punta         | 5:7       | Ciclón Misionero |
| 3 de diciembre |  | Pinocho          | 9:3       | La Punta         |
| 3 de diciembre |  | Etchesortu       | 5:5       | Ciclón Misionero |
| 3 de diciembre |  | River Plate (RG) | 8:3       | Huracán (SR)     |
| 4 de diciembre |  | Pinocho          | 5:3       | Etchesortu       |
| 4 de diciembre |  | Huracán (SR)     | 9:6       | Ciclón Misionero |
| 4 de diciembre |  | River Plate      | 11:1      | La Punta         |
| 5 de diciembre |  | Pinocho          | 10:2      | Ciclón Misionero |
| 5 de diciembre |  | Huracán (SR)     | 7:6       | La Punta         |
| 5 de diciembre |  | River Plate (RG) | 4:3       | Etchesortu       |

## Fase final

### Cuadro de desarrollo
|  | Semifinales | Semifinales       | Semifinales      |                  |         | Final             | Final             | Final        |  |
|  |             |                   |                  |                  |         |                   |                   |              |  |
|  |             |                   |                  |                  |         |                   |                   |              |  |
|  | 1B          | Pinocho           | 11               |                  |         |                   |                   |              |  |
|  | 1B          | Pinocho           | 11               |                  |         |                   |                   |              |  |
|  | 2A          | Grupo Apex        | 0                |                  |         |                   |                   |              |  |
|  | 2A          | Grupo Apex        | 0                |                  | Pinocho | Pinocho           | 10                |              |  |
|  |             |                   |                  |                  | Pinocho | Pinocho           | 10                |              |  |
|  |             |                   | River Plate (RG) | River Plate (RG) | 2       |                   |                   |              |  |
|  | 1A          | Caballito Juniors | River Plate (RG) | River Plate (RG) | 2       | 4                 |                   |              |  |
|  | 1A          | Caballito Juniors |                  |                  |         | 4                 |                   |              |  |
|  | 2B          | River Plate (RG)  | 5                |                  |         | Tercer lugar      | Tercer lugar      | Tercer lugar |  |
|  | 2B          | River Plate (RG)  | 5                |                  |         | Tercer lugar      | Tercer lugar      | Tercer lugar |  |
|  |             |                   |                  |                  |         |                   |                   |              |  |
|  |             |                   |                  |                  |         | Caballito Juniors | Caballito Juniors | 4            |  |
|  |             |                   |                  |                  |         | Caballito Juniors | Caballito Juniors | 4            |  |
|  |             |                   |                  |                  |         | Grupo Apex        | Grupo Apex        | 3            |  |
|  |             |                   |                  |                  |         | Grupo Apex        | Grupo Apex        | 3            |  |
|  |             |                   |                  |                  |         |                   |                   |              |  |

### Semifinales
| 6 de diciembre | Pinocho | 11:0 | Grupo Apex |  |  |

| 6 de diciembre | Caballito Juniors | 4:5 | River Plate (RG) |  |  |

### Tercer puesto
| 7 de diciembre | Caballito Juniors | 4:3 | Grupo Apex |  |  |

### Final
| 7 de diciembre | Pinocho | 10:2 | River Plate (RG) |  |  |

|                             |
|                             |
| Campeón Pinocho 1.er título |